# Sara Vercauteren
Sara Vercauteren is een voormalig woordvoerster van Medialaan. Ze werd bekroond in 2018 tot beste Nederlandstalige woordvoerder.

## Biografie
Vercauteren begon bij de persdienst van ministers Frank Vandenbroucke en Kathleen Van Brempt." Ze ging in 2010 aan de slag bij de Medialaan als manager van de persdienst en werd gaandeweg directeur communicatie bij DPG Media. 
Daarnaast was Vercauteren verantwoordelijk voor de communicatie over de fusie tussen Medialaan en de Persgroep, de lancering van Streamz, Rode Neuzen dag en de communicatie rond de coming-out van Boudewijn die Bo werd. In november 2020 verliet ze Medialaan om zelfstandige te worden.
Daarnaast is ze verbonden als lesgever aan de Mechelse hogeschool Thomas More. Ze publiceerde het boek "Geen commentaar" in 2018.